# Église Saint-Élie de Balinovac
Pour les articles homonymes, voir Église Saint-Élie.
L'église Saint-Élie de Balinovac (en serbe cyrillique : Црква Светог Илије у Балиновцу ; en serbe latin : Crkva Svetog Ilije u Balinovcu) est une église orthodoxe serbe serbe située à Balinovac, dans le district de Toplica et dans la municipalité de Prokuplje en Serbie. Elle est inscrite sur la liste des monuments culturels protégés de la république de Serbie (no SK 1056),.

## Présentation
L'église a été construite en 1900 et 1902, à l'emplacement d'un édifice religieux plus ancien. Elle a été consacrée en 1906 à l'époque du roi Pierre Ier de Serbie et du prêtre Stojan Popović.